# Lijst van beelden in Terschelling
Dit is een (onvolledige) chronologische lijst van beelden op Terschelling. Onder een beeld wordt hier verstaan elk driedimensionaal kunstwerk  in de openbare ruimte van de Nederlandse gemeente Terschelling, waarbij beeld wordt gebruikt als verzamelbegrip voor sculpturen, standbeelden, installaties, gedenktekens en overige beeldhouwwerken.
| Geplaatst | Omschrijving | Kunstenaar            | Straat                                          | Plaats            | Materiaal                   | Afbeelding                            |
| --------- | --- | --------------------- | ----------------------------------------------- | ----------------- | --------------------------- | ------------------------------------- |
| 1950      | Oorlogssmonument | Willem Valk           | ingang begraafplaats                            | West-Terschelling | straatklinkers              | Willem Valk,1950                      |
| 1974      | Vogel, symbool voor lerende en uitvliegende jeugd                                                                      | Jan Arien Deodatus    | Schylger Jouw, school voor voortgezet onderwijs | Midsland          | brons                       | symbool lerende en uitvliegende jeugd |
| 1977      | Vliegende vogels, symbool voor het onder één dak en naam verder gaan van een openbare en een christelijke basis school | Jan Arien Deodatus    | t'Jok                                           | Hoorn             | gevouwen koper plaat        |                                       |
| 1982      | Stryper Wyfke | Huib Noorlander       | Stryper Kerkhof                                 | Striep            | brons                       |                                       |
| 1993      | Zeeliedenmonument | Gosse Dam             | Willem Barentszkade                             | West-Terschelling | brons                       | Gosse Dam,1993                        |
| 1994      | Scheepsvormen | Marco Goldenbeld      | Willem Barentzkade (bij terminal Veerhaven)     | West-Terschelling | roestvast staal en koper    | Marco Goldenbeld, 1994                |
| 1996      | Willem Barentsz | Frans Ram             | Badweg                                          | Formerum          | brons                       |                                       |
| 2005      | Lutine monument | onbekend              | Dellewal                                        | West-Terschelling | roestvast staal en glas     |                                       |
| 2005      | Professor Victor Westhoff                                                                                              | Willem van der Velden | Badweg                                          | West-Terschelling | brons                       | Willem van de Velde, 2005             |
| 2006      | Bolder | Yaël Artsi-Moyal      | Dijklandschap ‘Het Lichtje’, Waddenzeedijk      | West-Terschelling | graniet                     | Yaël Artsi,2006                       |
| 2006      | Eiland | Yaël Artsi-Moyal      | Dijklandschap ‘Het Lichtje’, Waddenzeedijk      | West-Terschelling | graniet                     | Yaël Artsi,2006                       |
| 2006      | Eilanders | Yaël Artsi-Moyal      | Dijklandschap ‘Het Lichtje’, Waddenzeedijk      | West-Terschelling | graniet                     | Yaël Artsi,2006                       |
| 2006      | Vergaan | Yaël Artsi-Moyal      | Dijklandschap ‘Het Lichtje’, Waddenzeedijk      | West-Terschelling | graniet                     | Yaël Artsi,2006                       |
| 2006      | Wrak | Yaël Artsi-Moyal      | Dijklandschap ‘Het Lichtje’, Waddenzeedijk      | West-Terschelling | graniet                     | Yaël Artsi,2006                       |
| 2006      | Zeilen | Yaël Artsi-Moyal      | Dijklandschap ‘Het Lichtje’, Waddenzeedijk      | West-Terschelling | graniet                     | Yaël Artsi,2006                       |
| 2007      | Monument voor de onbekende drenkeling                                                                                  | Frans Schot           | Brandarisstraat 2                               | West-Terschelling | roestvast staal en zwerfkei | Frans Schot,2007                      |

Achtkarspelen ·
Ameland ·
Dantumadeel ·
De Friese Meren ·
Harlingen ·
Heerenveen ·
Leeuwarden ·
Noardeast-Fryslân ·
Ooststellingwerf ·
Opsterland ·
Schiermonnikoog ·
Súdwest-Fryslân ·
Smallingerland ·
Terschelling ·
Tietjerksteradeel ·
Vlieland ·
Waadhoeke ·
Weststellingwerf